# Galerie Ladislava Nováka
Galerie Ladislava Nováka (jejíž součástí je i Pamětní síň Antonína Kaliny) je galerie v Třebíči, umístěna je v prostorách domu ulice Subakova čp. 43 v sousedství tzv. Zadní synagogy. Založena byla k poctě Ladislava Nováka v roce 2002, v roce 2010 byla uzavřena a v roce 2011 znovu otevřena jako prostor pro proměnné výstavy.

## Historie
O vytvoření galerie se začalo zajímat město Třebíč prostřednictvím Městského kulturního střediska v roce 1999, tj. krátce po smrti Ladislava Nováka, o vybudování galerie v Subakově ulici se zasloužili primárně Radovan Zejda a Lubomír Kressa a to s podporou tehdejšího vedení města. Původně měly být v ročních cyklech měněny vystavená díla Ladislava Nováka, galerie pak byla otevřena v říjnu 2002. Původně měla být umístěna v prostoru větrného mlýna na Stařečce. V roce 2011 byla galerie uzavřena, důvodem měla být ekonomická nerentabilita a stav prostor. Otevřena pak byla opět 8. dubna 2011 a upravena ke konci roku 2012. V roce 2014 pak byly v prostorách galerie vystaveny nově objevené práce Ladislava Nováka. V tomtéž roce pak byly vystaveny i díla Zdeňka Štajnce. V roce 2016 pak byla galerie rekonstruována a v březnu tohoto roku znovu otevřena.
V lednu 2017 bylo uvedeno, že součástí galerie se stane Pamětní síň Antonína Kaliny, ta byla slavnostně otevřena 17. února při příležitosti nedožitých 115. narozenin Antonína Kaliny.

## Expozice
Expozice věnující se Ladislavu Novákovi je rozdělena do více místností v přízemí domu, v zadní klenuté místnosti je umístěna výstava předmětů ze života Ladislava Nováka, v dalších dvou předních místnostech jsou vystavovány krátkodobé výstavy uměleckých děl. Výstava o životě Ladislava Nováka byla v roce 2012 upravena a zmenšena, nicméně předměty ze života umělce jsou vystaveny i nadále.

### Pamětní síň Antonína Kaliny
V pamětní síni Antonína Kaliny je umístěno osm panelů s texty a informacemi o životě Antonína Kaliny. Část expozice je věnována i lékaři Jindřichu Flusserovi, ten Kalinovi se záchranou dětí asistoval. Dne 21. února 2019 byla otevřena expozice Děti Antonína Kaliny, je součástí Pamětní síně Antonína Kaliny v Galerii Ladislava Nováka. Součástí je i tzv. Strom života s 900 listy, které symbolizují zachráněné děti. Je kovářskou a pasířskou prací studentů třebíčské průmyslové školy.